# Salsiccia
Salsiccia (výslovnost IPA [salˈsittʃa]) je syrová italská klobáska vyrobená z hrubě namletého nebo nasekaného vepřového masa a soli; podle té dostala klobáska jméno, latinsky se „solený“ řekne salsus. Je typická pro mnoho italských regionů a rozšířená po celém světě. V Itálii se její ochucení a názvosloví liší podle regionů a oblastí, kde se vyrábí. Každý region má obvykle několik variant druhů klobás s chráněným původem. Někde se jmenuje luganega, salamella, salamina, salamino, salametto, bardiccio, rocchio nebo zazzicchia. V Itálii se v obchodech prodávají kromě různých druhů ochucení, varianty pálivé (zde je přidáno více pepře), varianta střední a varianta sladká (zde je přidaná sladká bazalka).

## Historie vzniku
První písemné zmínky o klobáse pocházejí z prvního století před naším letopočtem, kdy římský historik Marcus Terentius Varro popsal tento způsob plnění masa do vepřového střeva spolu s kořením a solí. Klobása se nazývala lucanica, protože se římští vojáci naučili používat tento recept od Lukánů. (starověká oblast Lukánie, zhruba dnešní Basilicata, včetně části oblasti jižní Kampánie). Dále i spisovatelé jako Cicero a Martialis ve svých několika dílech zmiňují lucanicu, jako specialitě zavedené ve starém Římě lukánskými otroky.

## Složení

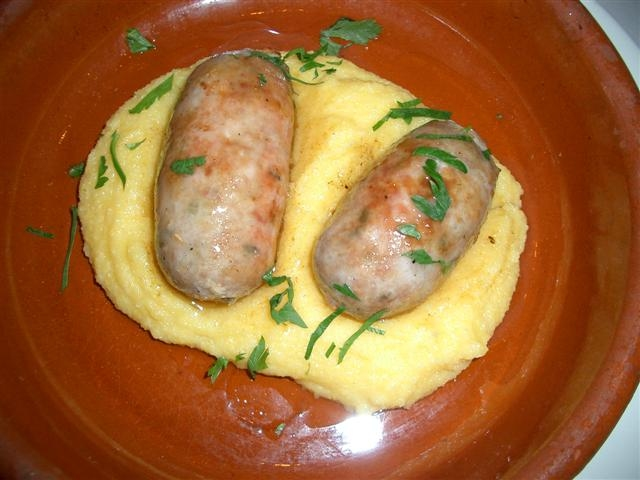
Vařené klobásy a polenta

Salsiccia se vyrábí ze směsi nahrubo namletého nebo nasekaného libového vepřového nebo skopového masa (například plec) a tučného masa (například slanina), smíchané se solí, plněné do přírodního střívka. Do této směsi se obvykle přidává víno (převážně červené) a další koření, jako je pepř, chilli, koriandr, fenykl, muškátový oříšek a dokonce i cukr. V průmyslových závodech se ještě obvykle přidává kyselina askorbová (E300) jako antioxidant a sušené mléko, aby si klobása zachovala určitou měkkost. 

## Galerie

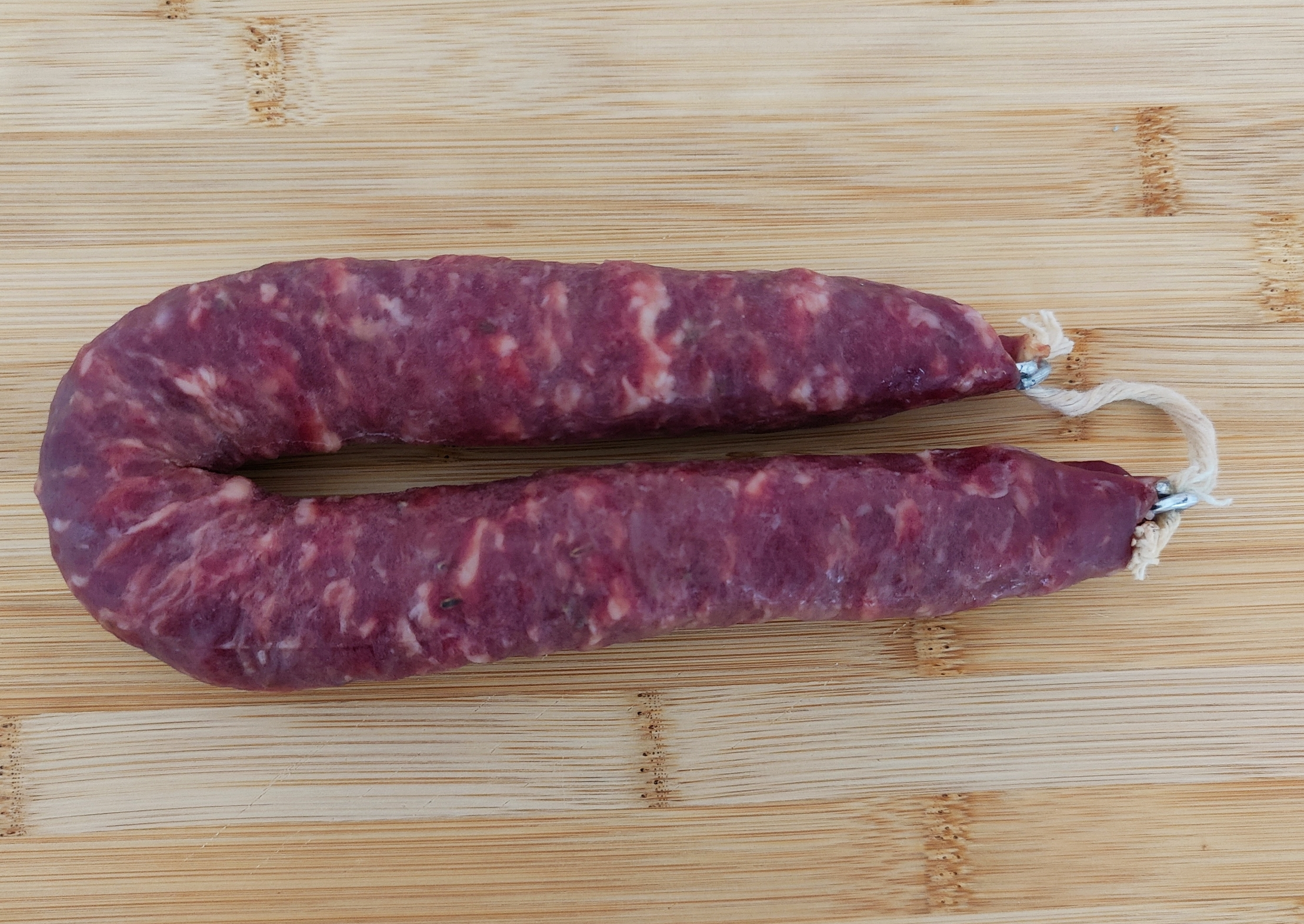
Klobáska Salsiccia Lucanica di Picerno
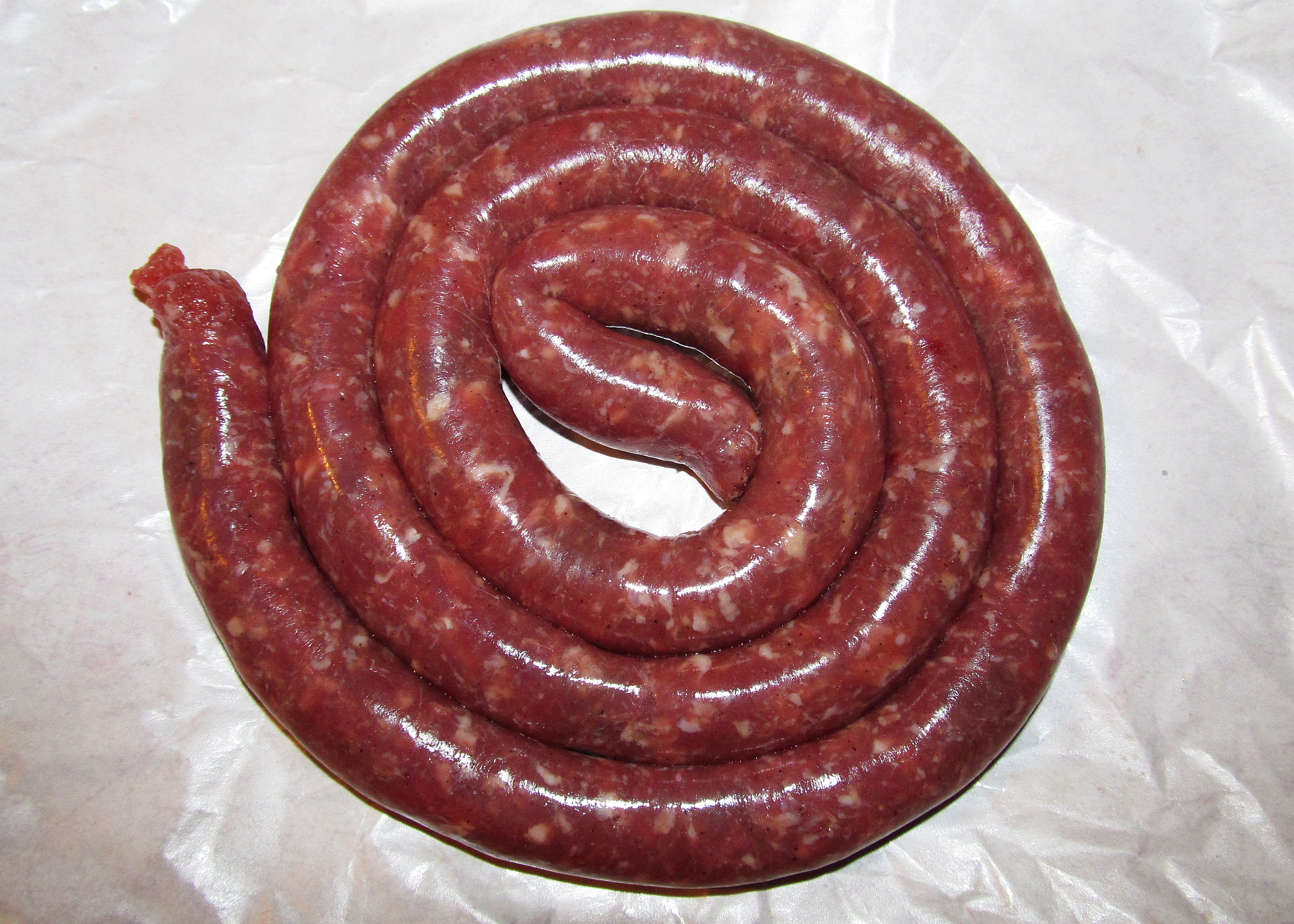
Klobáska Salsiccia di bra
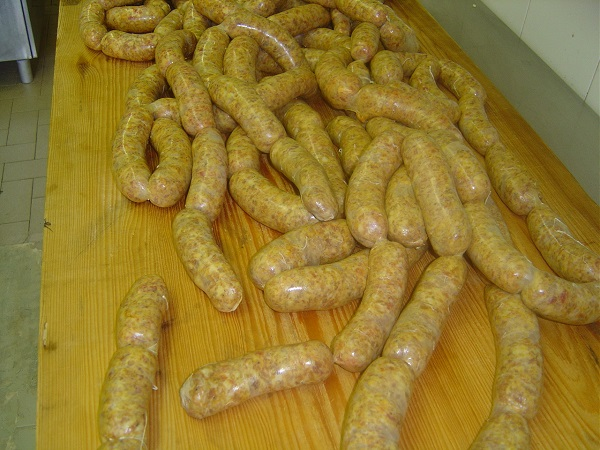
Klobáska Salsiccia gialla fina
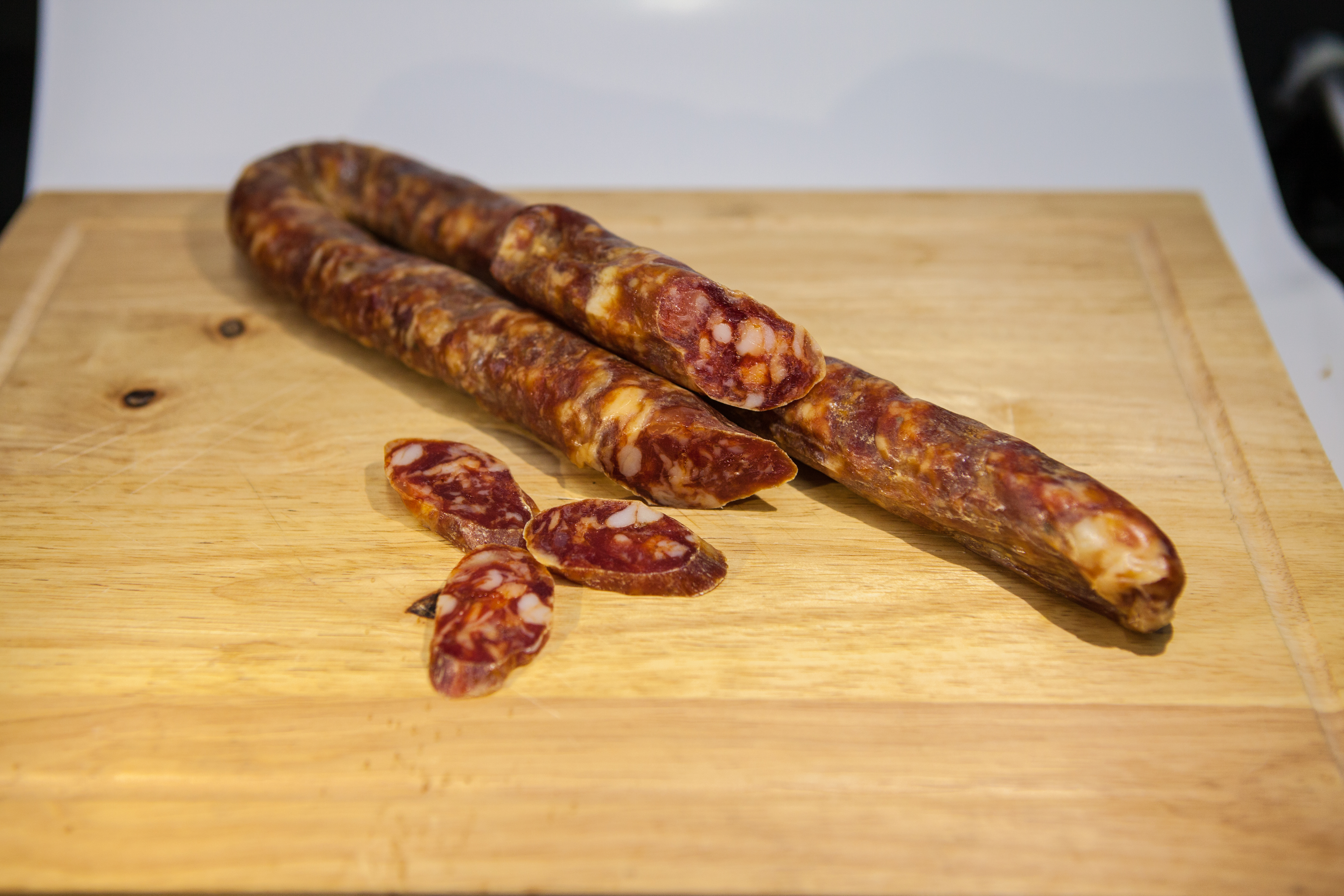
Klobáska Salsiccia stagionata